# Oppenans
Oppenans är en kommun i departementet Haute-Saône i regionen Bourgogne-Franche-Comté i östra Frankrike. Kommunen ligger i kantonen Villersexel som tillhör arrondissementet Lure. År 2022 hade Oppenans 60 invånare.

## Befolkningsutveckling
Antalet invånare i kommunen Oppenans
| Referens: INSEE |